# Acrobolbus bispinosus
Acrobolbus bispinosus là một loài rêu tản trong họ Acrobolbaceae. Loài này được (J.B. Jack) Stephani miêu tả khoa học lần đầu tiên năm 1902.